# 張拱辰 (乾隆舉人)
張拱辰（1771年—1824年），四川保寧府南部縣（今四川省南部縣）人，清朝軍事將領。
乾隆五十七年，武舉出身，分發川北鎮標右營效力。嘉慶元年，隨署總督英善剿達州，攻克東鄉。次年，隨總督宜綿剿攻克雞爪嶺香爐坪、擔任四川夔州協右營把總、四川川北鎮標右營千總。嘉慶四年，任陝西河州鎮標右營守備。嘉慶五年，任雲南臨元鎮標左營都司。嘉慶六年，任四川川北鎮標中營遊擊。嘉慶十年，加參將銜遇缺即用，授河南撫標中營參將。嘉慶十八年，丁父憂。同年偕參將陳弼帶兵往剿滑縣教匪，任陝西潼關協副將。嘉慶十九年，任陝甘督標中軍副將、甘肅大通協副將。嘉慶二十二年，任陝甘督標中軍副將。嘉慶二十三年，任陝西西安鎮總兵。嘉慶二十五年，任甘肅巴里坤總兵。道光三年，任陝西河州鎮總兵，同年因马厂亏空而被革职拿问，被罚赔偿马价。同年發往伊犁效力贖罪，張拱辰自感无法赔偿，遂在旅店自縊身亡。有子張錫爵、張錫斌。